# Centre d'études et musée Edmond-Michelet
 (janvier 2012).
Si vous disposez d'ouvrages ou d'articles de référence ou si vous connaissez des sites web de qualité traitant du thème abordé ici, merci de compléter l'article en donnant les références utiles à sa vérifiabilité et en les liant à la section « Notes et références ».
Implanté dans la maison d'Edmond Michelet, résistant et homme d'État (1899-1970), le Centre d'études et musée Edmond-Michelet est un établissement public de la ville de Brive-la-Gaillarde.
L'institution est à la fois un centre de documentation et d'archives, qui conserve notamment les papiers personnels d'Edmond Michelet, et un musée ouvert au public. Les neuf salles d'exposition permettent de découvrir différents aspects de la Seconde Guerre mondiale : la Résistance et la Déportation, le régime de Vichy et sa propagande par l'image, la vie quotidienne sous l'Occupation et la libération de Brive. 
Les collections du musée se distinguent par la conservation de plus de 400 affiches de propagande en langue française datant de la Seconde Guerre mondiale.

## Historique

### La maison Michelet
Située dans le quartier Champanatier, entre la gare ferroviaire et le centre-ville de Brive, la maison fut acquise par Edmond et Marie Michelet, en 1929. 
Deux ailes furent ajoutées au corps de bâtiment initial en 1938, afin d'installer les bureaux commerciaux et d'aménager un espace suffisant pour loger toute la famille, les époux Michelet ayant eu sept enfants.
Pendant la Seconde Guerre mondiale, la maison des Michelet devint un havre d'accueil pour des réfugiés et un lieu de rendez-vous pour des responsables de la Résistance. Edmond Michelet, qui rédigea le premier tract connu dénonçant la demande d'armistice à l'Allemagne, après l'allocution radiophonique du maréchal Pétain du 17 juin 1940, devint le chef du mouvement Combat (résistance) puis des Mouvements unis de la Résistance pour la Région 5. C'est dans cette maison qu'il fut arrêté par la Gestapo, le 25 février 1943, avant d'être interné à la prison de Fresnes puis déporté au camp de Dachau.
La maison de la rue Champanatier demeure ainsi à Brive le principal lieu de mémoire de la Seconde Guerre mondiale et un lieu symbole de la Résistance.

### Création du Centre d'études et musée Edmond Michelet
Le Centre national d'études de la Résistance et de la Déportation Edmond-Michelet a été créé en 1976, à l'initiative de Marie Michelet, veuve de l'homme politique, et de l'association des Compagnons de la Fraternité Edmond-Michelet, à qui avait été cédée la propriété de la maison afin d'y créer un musée et un centre d'études sur la Résistance.
L'établissement est inauguré le 8 mai 1976 par Jacques Chirac, alors Premier ministre, Jean Charbonnel, maire de Brive, et Louis Terrenoire, président de l'association.
Depuis 2004, l'établissement est géré par la ville de Brive.

## Archives et collections

### Fonds d'archives
L'établissement conserve en dépôt deux importants fonds d'archives appartenant à l'État, ceux d'Edmond Michelet et d'Étienne Borne. Divers petits fonds relatifs à la Seconde Guerre mondiale complètent la documentation du service d'archives.

### Collections du musée
Les collections ont été constituées, à l'origine, autour d'objets personnels ayant appartenu à Edmond Michelet et donnés au musée par sa famille. D'anciens résistants et déportés ont également fait don d'objets et de documents relatifs aux événements qu'ils avaient vécus. Certaines pièces conservées sont emblématiques, comme la machine à ronéotyper qui servit à imprimer le tract de Michelet en juin 1940.
Depuis une dizaine d’années, le musée mène une politique d’acquisition d’affiches de propagande datant de la Seconde Guerre mondiale. Aujourd’hui le musée recense plus de 400 affiches, éditées aussi bien par les services de propagande du régime de Vichy que par ceux de l'occupant nazi en France, et, dans une moindre mesure, par les services d'information et de propagande de la République française, entre 1939 et 1940 et à partir de 1944.
Les thèmes des affiches sont très variés : culte de la personnalité du maréchal Pétain, valeurs et symboles de la politique de Révolution nationale, travail en Allemagne, dénonciation des ennemis de la France et de l'Europe nouvelle d'un côté; célébration de la Libération et des victoires contre l'occupant nazi de l'autre.
Quelques œuvres d'art liées aux événements de la Seconde Guerre mondiale sont conservées au musée. Parmi elles, on peut relever un ensemble de tableaux signés du peintre Anna Garcin-Mayade, ancienne déportée, évoquant la déshumanisation de l'univers concentrationnaire.

## Services du musée

### Service de documentation et d'archives
Une bibliothèque spécialisée et ouverte au public propose environ 7 000 ouvrages, principalement sur la Seconde Guerre mondiale. 
Le service d'archives reçoit les chercheurs pour la consultation des fonds d'archives conservés et des journaux datant de la Seconde Guerre mondiale.

### Service éducatif
Sous la responsabilité d'un professeur d'histoire-géographie, le service éducatif reçoit les groupes scolaires et élabore des actions pédagogiques.

## Activités du musée

### Expositions
Exposition permanente :
9 salles d'exposition permettent de découvrir différents aspects de la seconde guerre mondiale : la Résistance et la Déportation, le régime de Vichy et sa propagande par l'image, la vie quotidienne sous l'Occupation, la libération de Brive. Le parcours d'Edmond Michelet, le chrétien et l'homme politique, est évoqué à travers objets personnels et documents originaux.
Expositions temporaires :
Un programme d'expositions temporaires est proposé au public tout au long de l'année. Le musée présente entre quatre et six expositions par an, autour des thématiques abordées par le musée.
Expositions présentées en 2012 :
- Le génocide des Tutsi au Rwanda, du 9 janvier au 18 février
- Imprimeurs clandestins, photographie de Robert Doisneau, du 12 mars au 21 avril

### Colloques Michelet
Un colloque est organisé une fois par an depuis 1974. Les sujets traités permettent de faire le point sur des problèmes de société. Les acyes des colloques sont édités chaque année.
En voici certains :
1982 : Paix et liberté aujourd’hui.
1988 : les Droits de l’homme aujourd’hui.
1998 : Cinquante ans après : mémoire et histoire.
2003 : Égalité.
2006 : La France et l’Allemagne en Europe : le cœur et la raison.
2010 : L’engagement et le citoyen.
2011 : A quoi nous sert l'histoire ?

## Informations pratiques

### Heures d’ouverture
Le musée est accessible aux publics toute l’année, sauf dimanche et jours fériés, de 10h à 12h et de 14h à 18h. Fermé entre Noël et le jour de l'An.

### Visites
Visite libre et gratuite. Audioguides en français et en anglais.
Visites guidées pour les groupes et les scolaires sur demande.